# Криничанська волость (Слов'яносербський повіт)
Криничанська волость — історична адміністративно-територіальна одиниця Слов'яносербського повіту Катеринославської губернії.
Станом на 1886 рік складалася з 10 поселень, 14 сільських громад. Населення — 1937 осіб (946 чоловічої статі та 993 — жіночої), 305 дворових господарства.
|                     | Площа, десятин | У тому числі орної, дес. |
| ------------------- | -------------- | ------------------------ |
| Сільських громад    | 1651           | 775                      |
| Приватної власності | 8176           | 3090                     |
| Іншої власності     | —              | —                        |
| Загалом             | 9827           | 3865                     |

Поселення волості:
- Криничне (Баженівка) — власницьке село при річці Комишуваха за 25 верст від повітового міста, 250 осіб, 35 дворів.

За даними на 1908 рік волость була об'єднана з Миколаївської волостю під назвою Криничансько-Миколаївська. Населення зросло до 5914 осіб (3062 чоловічої статі та 28526 — жіночої), 889 дворових господарств.
Станом на 1916 року: волостний старшина — Журавльов Марко Васильович, волостний писарь — Сотніков Серапіон Васильович, голова волостного суду — Заливацький Панфіл Іванович, секретар волостного суду — Шестопалов Олександр Михайлович. Голова споживчого товариства — Савельєв Микола Петрович.